# Vergelegen (landgoed)

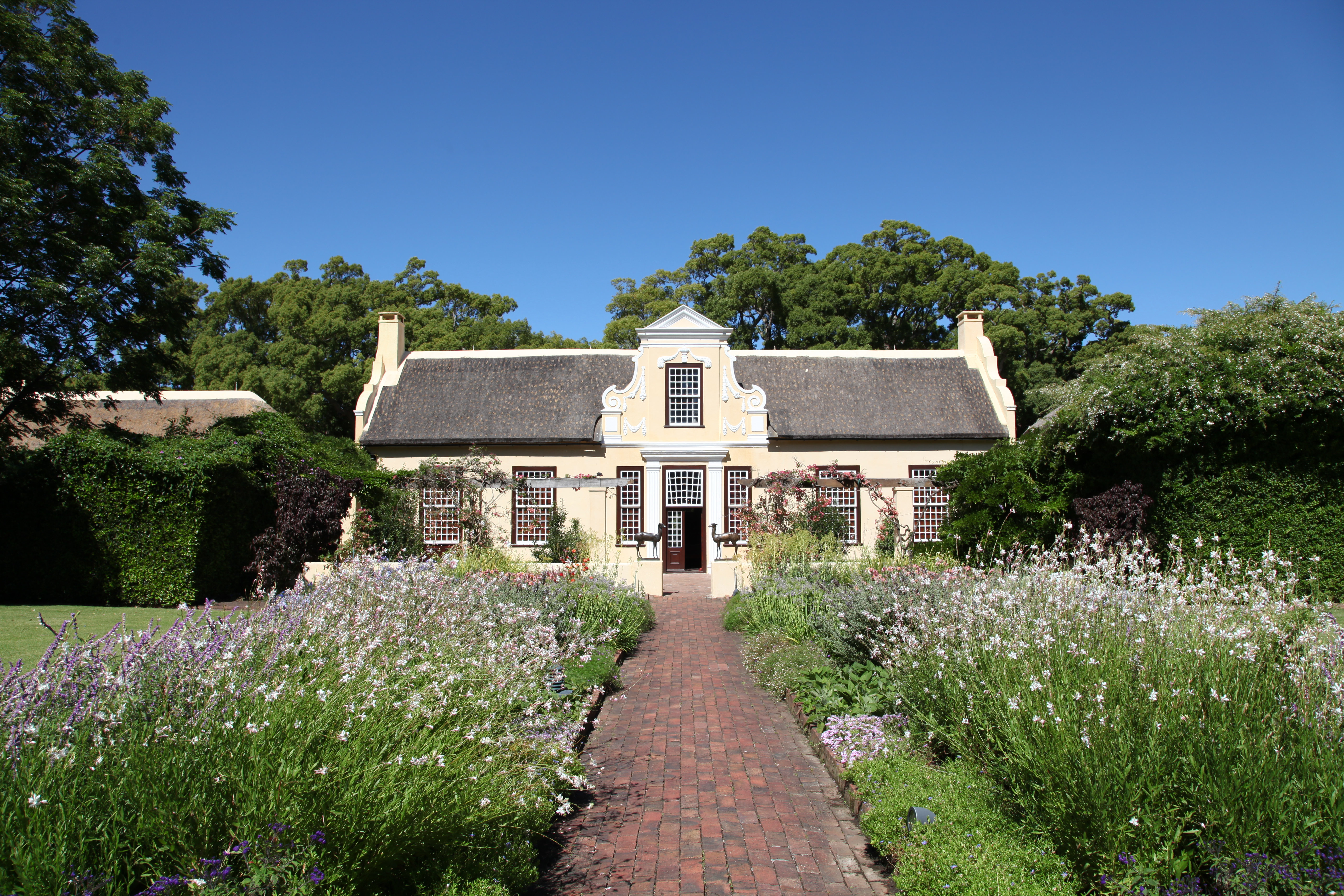
Vooraanzicht van het landhuis.

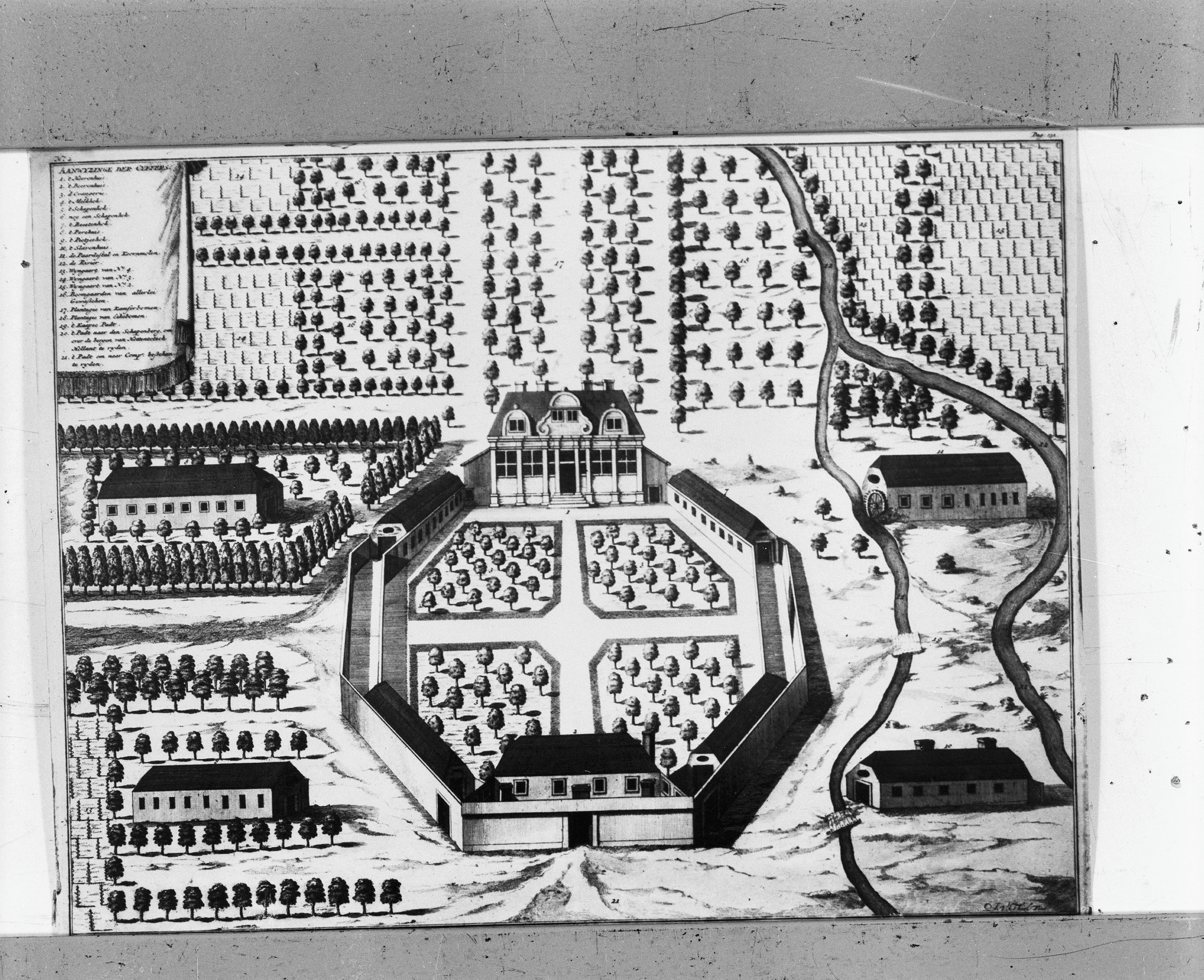
Plattegrond uit de 18e eeuw.

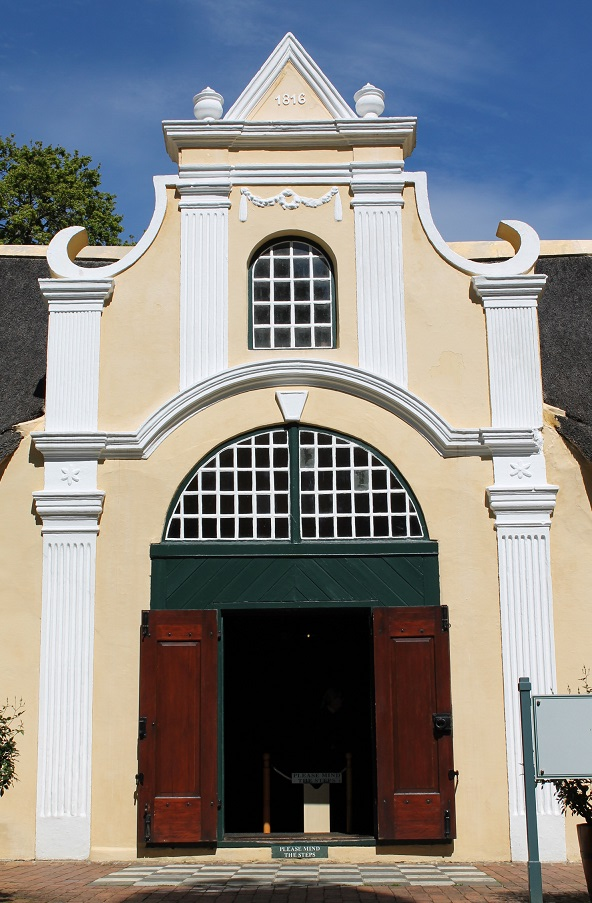
Het bibliotheekgebouw.

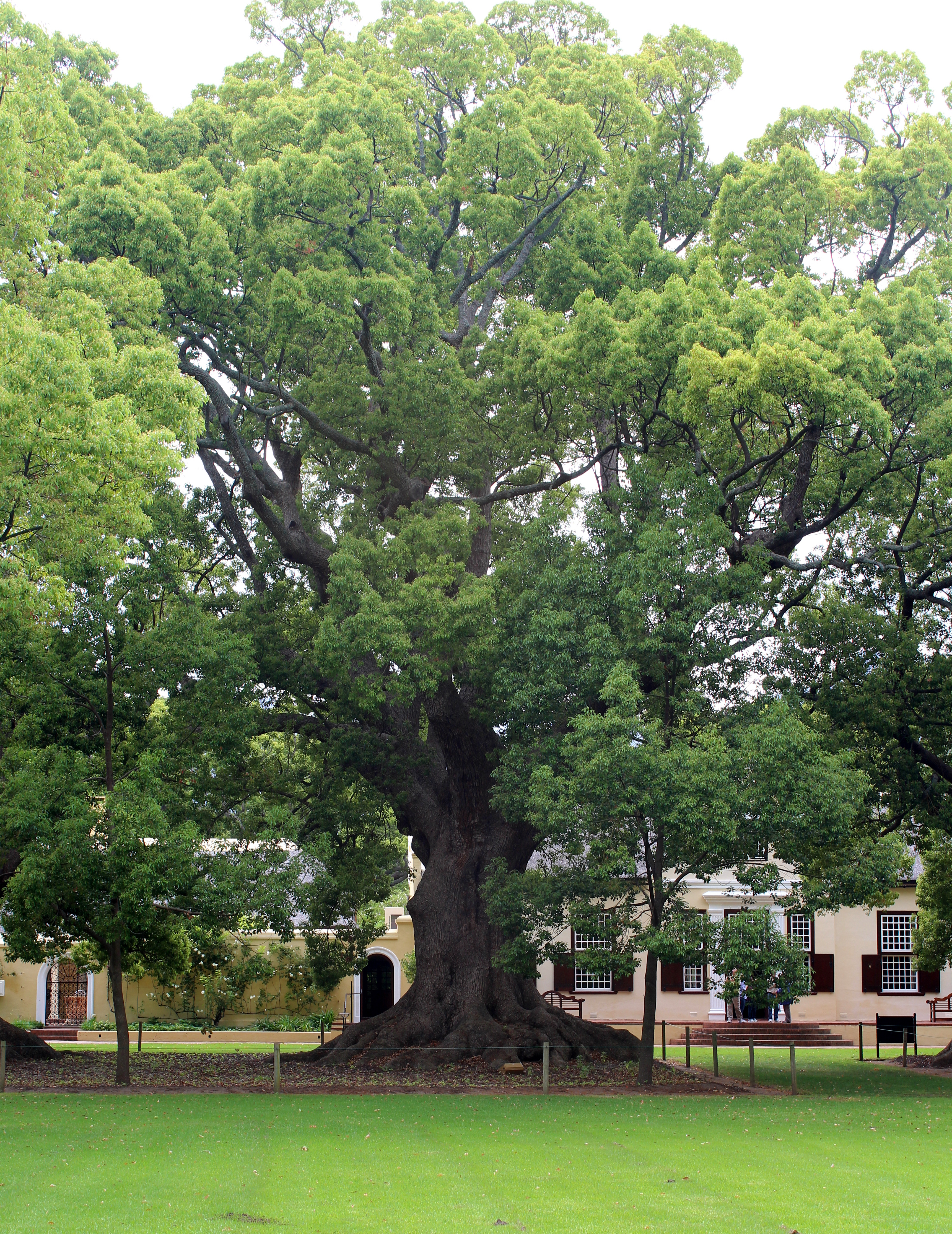
Een van de vijf kamfer decoratieve bomen in Vergelegen, Zuid-Afrika. De bomen zijn geplant tussen 1706 en 1710.

Vergelegen  is een landgoed nabij de Zuid-Afrikaanse plaats Somerset-Wes aan de Lourensrivier.
In 1700 schonk VOC-commissaris Wouter Valckenier gouverneur Willem Adriaan van der Stel een deel van de grond van het huidige landgoed (344 hectare). Van der Stel vergrootte het landgoed aanzienlijk, bouwde in 1701 een landhuis en plantte een wijngaard met 400.000 stekken en een boomgaard met 30.000 fruitbomen. Vanuit het landhuis had men uitzicht over de tuinen en de Valsbaai. Bij het huis werden een slavenonderkomen, een paardenstal, een korenmolen, een smederij en een koeienstal gebouwd.
Nadat Van der Stel werd teruggeroepen naar Nederland, is het landgoed door de VOC in vier delen verkocht. Het deel ten noordwesten van de Lourensrivier is verkocht aan Jacob van der Heijden, het tegenwoordige Morgenster en Land-en-Zeezicht werden verkocht aan Jacques Malan en Catharina Lodewyks. Barend Gildenhuys kocht het landhuis aan de zuidoostkant van de rivier in 1709 op een veiling voor 9.500 gulden. Dit deel was 145 hectare groot en is vandaag bekend als het landgoed Vergelegen. Het in barokstijl gebouwde huis werd in 1710 door Gildenhuys en zijn vrouw Anna Margaretha Siek betrokken.
Latere bewoners zijn:
- 1751 Jurgen Radyn
- 1757 Arnoldus Maasdorp
- 1770 Jacob Malan
- 1782 Rudolph Loubser

In 1798 werd het huis betrokken door M. W. Theunissen. Deze breidde de wijngaard uit. Aan het einde van de 19e eeuw werd de wijngaard gerooid vanwege een plantenluis die de wortels van de planten aantastte. Begin 20e eeuw kochten de Britse mijnmagnaat sir Lionel Phillips en zijn vrouw lady Florence het landgoed. De gebouwen verkeerden toen in een slechte staat. Omdat de oorspronkelijke tekeningen uit het tijdperk Van der Stel nog aanwezig waren, konden het huis en de tuin in hun oorspronkelijke staat worden hersteld. Aan het einde van de 20e eeuw werd de wijngaard weer hersteld.

## Bron
- Afrikaanse wikipedia.